# Kernel (teoría de conjuntos)
En la teoría de conjuntos, el kernel  o núcleo de una función f puede tomarse como:
- La relación de equivalencia en el dominio de la función que expresa aproximadamente la idea de "equivalente en la medida en que la función f puede decir",[1] o
- La partición correspondiente del dominio.

## Definición
Para establecer una definición formal, se parte de que X e Y sean conjuntos y que f sea una función de X sobre Y. Los elementos x1 y x2 de X son equivalentes si f(x1) y f(x2) son iguales, es decir, son el mismo elemento de Y. El núcleo de f es la relación de equivalencia así definida.

## Cocientes
Al igual que cualquier relación de equivalencia, el núcleo se puede modificar para formar un conjunto de cocientes, y el conjunto de cocientes es la partición: 
{\displaystyle \left\{\,\left\{\,w\in X\mid f(x)=f(w)\,\right\}\mid x\in X\,\right\}.}
Este conjunto de cocientes X / = f se denomina coimagen de la función f, y se denota como coim f (o una variación). La imagen es naturalmente isomorfa (en el sentido teórico de una biyección) de la imagen, im f, específicamente, la clase de equivalencia de x en X (que es un elemento de coim f) corresponde a f(x) en Y (que es un elemento de im f). 

## Como un subconjunto del cuadrado
Al igual que cualquier relación binaria, el núcleo de una función puede considerarse como un subconjunto del producto cartesiano X×X. De esta manera, el núcleo se puede denotar ker f (o una variación) y se puede definir simbólicamente como 
{\displaystyle \operatorname {ker} f:=\{(x,x')\mid f(x)=f(x')\}}.
El estudio de las propiedades de este subconjunto puede arrojar luz sobre f. 

## En estructuras algebraicas
Si X e Y son estructuras algebraicas de algún tipo fijo (como grupos, anillos o espacios vectoriales ), y si la función f de X a Y es un homomorfismo, entonces ker f es una relación de congruencia (es decir, una relación de equivalencia que es compatible con la estructura algebraica), y la coimagen de f es un cociente de X. La biyección entre la coimagen y la imagen de f es un isomorfismo en el sentido algebraico. Esta es la forma más general del primer teorema del isomorfismo. (véase también kernel (álgebra)). 

## En espacios topológicos
Si X e Y son espacios topológicos y f es una función continua entre ellos, entonces las propiedades topológicas de ker f pueden arrojar luz sobre los espacios X e Y. Por ejemplo, si Y es un espacio de Hausdorff, entonces ker f debe ser un conjunto cerrado. Por el contrario, si X es un espacio de Hausdorff y ker f es un conjunto cerrado, entonces la coimagen de f, si se le da la topología del espacio cociente, también debe ser un espacio de Hausdorff. 